# پیش‌دره
پیش دره روستایی در دهستان طبر بخش جلگه شوقان شهرستان جاجرم استان خراسان شمالی ایران است.

## جمعیت
بر پایه سرشماری عمومی نفوس و مسکن در سال ۱۳۹۵ جمعیت این مکان ۲۵۶ نفر (۸۰خانوار) بوده‌است.